# Garrett (Illinois)
Pour les articles homonymes, voir Garrett.
Garrett est un village du comté de Douglas dans l'Illinois, aux États-Unis,. Le village est incorporé le 3 juin 1903.
Garrett est situé à l'est d'Atwood, en bordure de l'U.S. Route 36 (en).

## Démographie
Lors du recensement de 2010, le village comptait une population de 162 habitants. Elle est estimée, en 2016, à 159 habitants.

## Source de la traduction
- (en) Cet article est partiellement ou en totalité issu de l’article de Wikipédia en anglais intitulé « Garrett, Illinois » (voir la liste des auteurs).